# 黑色餅乾
黑色餅乾（ブラックビスケッツ）是日本電視台綜藝節目《火焰大對抗》（ウッチャンナンチャンのウリナリ!!）企劃推出的日本流行音樂組合，成員包括徐若瑄、天野博之（使用藝名「天山」）和南原清隆（使用藝名「南南見狂也」），後期有丁恺蒂加入。
在《火焰大對抗》中，黑色餅乾會與另一個團體口袋餅乾進行對抗。

## 演出歷史
1997年1月10日，在《火焰大對抗》節目中，這個團體首次出現。最初的設定，他們是反派人物，其目的在於復仇，與口袋餅乾展開競賽，希望讓口袋餅乾退出演藝圈。雖然多次在競賽中打贏口袋餅乾，但是也因此收到不少抗議信。
後來轉型為與口袋餅乾一樣的歌唱團體，轉型之後仍偶有與口袋餅乾對抗的橋段。主要有武道館之路(勝利者可到武道館舉辦演唱會，雖然敗北，但仍受口袋餅乾邀請上台)，以及出唱片之路(勝利者可發行新單曲，最後勝出，順利發行第2張單曲「時機」，口袋餅乾的「My Diamond」母帶慘遭銷毀)。
1999年7月30日，因為第4張單曲「再見」的銷售量大約41萬張，不如第1張單曲「鬥志」的73萬張，使得後來加入的團員Keddy(丁愷蒂)與團長南南見狂也退出團體，團體僅存徐若瑄跟天山2人，直到同年10月22日，徐若瑄退出《火焰大對抗》節目固定班底後正式解散。
2022年12月3日，黑色餅乾宣布將於參加日本電視台音樂節目《日本電視台系音樂祭典Best Artist》，其中徐若瑄、天野博之和南原清隆將再度重聚。還宣布將在《Best Artist》播出當天現在線上網站分發和發行4種單曲和1部專輯。2023年12月16日，NHK电视台宣布黑色餅乾全員睽違25年後再度登場《紅白歌合戰》。

## 組合成員

### 前期成員
前1997年1月10日 - 1999年7月30日（實際上活動至1999年10月22日）、2002年3月12日
- 南南見狂也（南々見狂也）

南原清隆飾演，與本尊南原相比多了鬢角。
- 天山

天野博之飾演。這個角色模倣日本職業摔角選手天山廣吉(但是天山的日文唸做「あまざん(Amazan)」，天山廣吉的「天山」則唸做「てんざん(Tenzan)」)，因此會戴著有角的帽子。
- Vivian（ビビアン）

徐若瑄飾演。

### 途中加入
1999年5月21日 - 1999年7月30日（實際上活動到1999年10月22日）、2002年3月12日
- 愷蒂

丁愷蒂飾演，在上海競賽中選出的第四名團員。

## 作品

### 單曲
- 《鬥志》發行日期：1997年12月3日
- 《時機》發行日期：1998年4月22日
- 《輕鬆》發行日期：1998年10月21日
- 《再見》發行日期：1999年5月26日

「鬥志」是這4首單曲裡面唯一先在台灣發行中文版的歌曲。
「輕鬆」是這4首單曲裡面唯一由南南見狂也與天山擔任主唱的歌曲，無論中文還是日文版本，徐若瑄都在歌曲裡面有一段日文饒舌。
「再見」是唯一團員為4人時發行的單曲。

### 專輯
- 《生機》（發行日期：1999年5月26日）

### 影像作品
- （發行日期：1998年10月21日）

- （發行日期：2002年5月22日）

### 書籍
- （出版日期：1998年2月）

## 另見
- 口袋餅乾
- 七海組（日语：南々見組）
- Brandnew Biscuits（日语：ブランニュービスケッツ）
- Memory Cats（日语：メモリーキャッツ）
- Imo-Kin Trio（日语：イモ欽トリオ）
- 點頭三重奏（日语：うなずきトリオ）
- Night Shuffle（日语：ナイトシャッフル）

## 外部連結
- BLACK BISCUITS（日本テレビ『ウッチャンナンチャンのウリナリ!!』公式サイト内・2013年8月20日時点のアーカイブ）
- Black Biscuits（BMG JAPAN アーティストページ・2001年8月16日時点のアーカイブ）